# María Villar Buceta
María del Carmen Villar Buceta (Corral Falso de Macuriges, 25 de abril de 1899-La Habana, 29 de junio de 1977) fue una poetisa, periodista y activista cubana adscrita a la vanguardia cubana de las décadas de 1920 y 1930, de la que destaca su poemario Unanimismo de 1927. Fue una de las pioneras del campo de la biblioteconomía en su país, de la que sería la primera profesora.

## Vida y obra
Hija de Froilán Villar González y de Petra Buceta, debutó en 1915 al publicar el soneto Desilusión en el Diario de La Marina y fue hermana de la cuentista Aurora Villar Buceta (1907), con quien luchó en contra de la dictadura de Gerardo Machado. Dentro de su labor como poetisa, destaca el poemario Unanimismo de 1927, obra que «una de las obras más importantes durante el primer tercio del siglo XX»; además, colaboró en varias publicaciones durante su vida, entre ellas El Heraldo de Cuba y La Noche —donde fue redactora— las revistas El Fígaro, Castalia y Social, entre otras.
Participó del denominado Grupo Minorista, organización cultural propulsora de la vanguardia en Cuba que el 6 de mayo de 1927 publicó un manifiesto, del que Villar Buceta y Mariblanca Sabas Alomá, serían las únicas mujeres signatarias. Adicionalmente, fue una de las fundadoras del grupo Gorki.
Entre sus poemas más originales aunque poco antologado según la Antología de poetas cubanas del XIX y del XX de Milena Rodríguez está "Autorretro" donde se encuentra una actitud feminista que se lee en la contraposición irónica establecida entre el "entre-nulidad" y el "ente-iniciativa".